# یواس‌اس ویلاکی (وای‌تی‌بی-۷۰۶)
یواس‌اس ویلاکی (وای‌تی‌بی-۷۰۶) (به انگلیسی: USS Wailaki (YTB-706)) یک کشتی است که طول آن ۱۰۱ فوت ۰ اینچ (۳۰٫۷۸ متر) می‌باشد.